# Кенбриџ (Вирџинија)
Кенбриџ (енгл. Kenbridge) град је у америчкој савезној држави Вирџинија. По попису становништва из 2010. у њему је живело 1.257 становника.

## Демографија
Према попису становништва из 2010. у граду је живело 1.257 становника, што је 4 (0,3%) становника више него 2000. године.
| Група             | 2000.       | 2010.       |
| Белци             | 626 (50,0%) | 646 (51,4%) |
| Афроамериканци    | 563 (44,9%) | 470 (37,4%) |
| Азијати           | 5 (0,4%)    | 2 (0,2%)    |
| Хиспаноамериканци | 55 (4,4%)   | 120 (9,5%)  |
| Укупно            | 1.253       | 1.257       |